# Vương quốc Liên hiệp Bồ Đào Nha, Brasil và Algarve
Vương quốc Liên hiệp Bồ Đào Nha, Brasil và Algarve là một quốc gia quân chủ đa lục địa được thành lập khi tình trạng của Nhà nước Brasil được nâng lên, từ một thuộc địa thành một vương quốc, và đồng thời liên hiệp Vương quốc Brasil với Vương quốc Bồ Đào Nha và Vương quốc Algarve, tạo nên một quốc gia duy nhất gồm ba vương quốc.
Vương quốc Liên hiệp Bồ Đào Nha, Brasil và Algarve thành lập năm 1815, sau khi Triều đình Bồ Đào Nha được chuyển tới Brasil nhằm tránh cuộc xâm lược của Napoléon ở Bồ Đào Nha, vẫn tiếp tục tồn tại một năm sau khi Triều đình trở lại châu Âu, và đã tan rã trên thực tế 1822, khi Brasil tuyên bố độc lập. Sự tan rã của Vương quốc Liên hiệp này được Bồ Đào Nha thừa nhận và chính thức hóa năm 1825, khi họ công nhận Đế quốc Brasil độc lập.
Trong thời gian tồn tại của mình, Vương quốc Liên hiệp Bồ Đào Nha, Brasil và Algarves không tương ứng với toàn bộ Đế quốc Bồ Đào Nha: thay vào đó, Vương quốc Liên hiệp là đô thị xuyên Đại Tây Dương kiểm soát đế chế thực dân Bồ Đào Nha, với các thuộc địa hải ngoại ở Châu Phi và Châu Á.
Do đó, theo quan điểm của Brasil, việc nâng lên cấp độ vương quốc và thành lập Vương quốc Liên hiệp đại diện cho sự thay đổi về địa vị, từ thuộc địa thành thành viên bình đẳng của một liên hiệp chính trị. Sau cuộc Cách mạng Tự do năm 1820 ở Bồ Đào Nha, các nỗ lực thỏa hiệp quyền tự chủ và thậm chí là sự thống nhất của Brasil đã dẫn đến sự tan vỡ của liên minh.

## Sự hình thành
Vương quốc Liên hiệp Bồ Đào Nha, Brasil và Algarves ra đời sau cuộc chiến của Bồ Đào Nha với Đệ Nhất Đế chế Pháp của Napoleon I. Nhiếp chính vương Bồ Đào Nha (tương lai là Vua João VI), cùng với người mẹ mất khả năng cai trị (Nữ vương Maria I của Bồ Đào Nha) và Triều đình, đã chạy trốn đến thuộc địa Brasil vào năm 1808.
Với thất bại của Napoleon năm 1815, đã có những lời kêu gọi đưa triều đình trở về Lisbon; Nhiếp chính vương Bồ Đào Nha tận hưởng cuộc sống ở Rio de Janeiro, nơi chế độ quân chủ lúc đó được ưa chuộng hơn và nơi ông được hưởng nhiều quyền tự do hơn, và do đó ông không muốn trở về châu Âu. Tuy nhiên, những người ủng hộ việc đưa triều đình trở về Lisbon lập luận rằng Brasil chỉ là một thuộc địa và việc Bồ Đào Nha được cai trị từ một thuộc địa là không đúng. Mặt khác, các cận thần hàng đầu của Brasil đã thúc đẩy việc nâng Brasil từ cấp bậc thuộc địa lên, để họ có thể hưởng đầy đủ tư cách là công dân của mẫu quốc. Những người theo chủ nghĩa dân tộc Brasil cũng ủng hộ động thái này, vì nó cho thấy Brasil sẽ không còn phục tùng lợi ích của Bồ Đào Nha nữa, mà sẽ có địa vị bình đẳng trong chế độ quân chủ xuyên Đại Tây Dương.
Theo luật do Nhiếp chính vương ban hành vào ngày 16 tháng 12 năm 1815, thuộc địa Brasil do đó đã được nâng lên thành một vương quốc và theo luật tương tự, các vương quốc riêng biệt của Bồ Đào Nha, Brasil và Algarve đã được thống nhất thành một quốc gia duy nhất dưới danh hiệu Vương quốc Liên hiệp Bồ Đào Nha, Brasil và Algarve.
Vương quốc thống nhất này bao gồm Vương quốc Algarve trong lịch sử, là vùng Algarve ngày nay của Bồ Đào Nha.
Các tước hiệu của hoàng gia Bồ Đào Nha đã được thay đổi để phản ánh sự thành lập của vương quốc thống nhất xuyên Đại Tây Dương này. Các tước hiệu của Nữ vương và Nhiếp chính vương đã được thay đổi tương ứng thành Nữ vương và Nhiếp chính vương của Vương quốc Liên hiệp Bồ Đào Nha, Brasil và Algarve. Tước hiệu Thân vương xứ Brasil, một tước hiệu từng dành cho người thừa kế ngai vàng Bồ Đào Nha, đã bị bãi bỏ ngay sau đó, vào năm 1817, được thay thế bằng tước hiệu Vương tử Hoàng gia của Vương quốc Liên hiệp Bồ Đào Nha, Brasil và Algarve, hay gọi tắt là Vương tử Hoàng gia. Một quốc kỳ và quốc huy mới cũng được áp dụng cho quốc gia mới.